# Mallinella pricei
Mallinella pricei là một loài nhện trong họ Zodariidae.
Loài này thuộc chi Mallinella. Mallinella pricei được Alberto Barrion & James A. Litsinger miêu tả năm 1995.